# Université de Scranton
L'université de Scranton (en anglais : University of Scranton) est une université privée américaine dont le siège est à Scranton.
Elle a été fondée en 1888 en tant que St. Thomas College par William O'Hara (en).